# Vlaggenschip

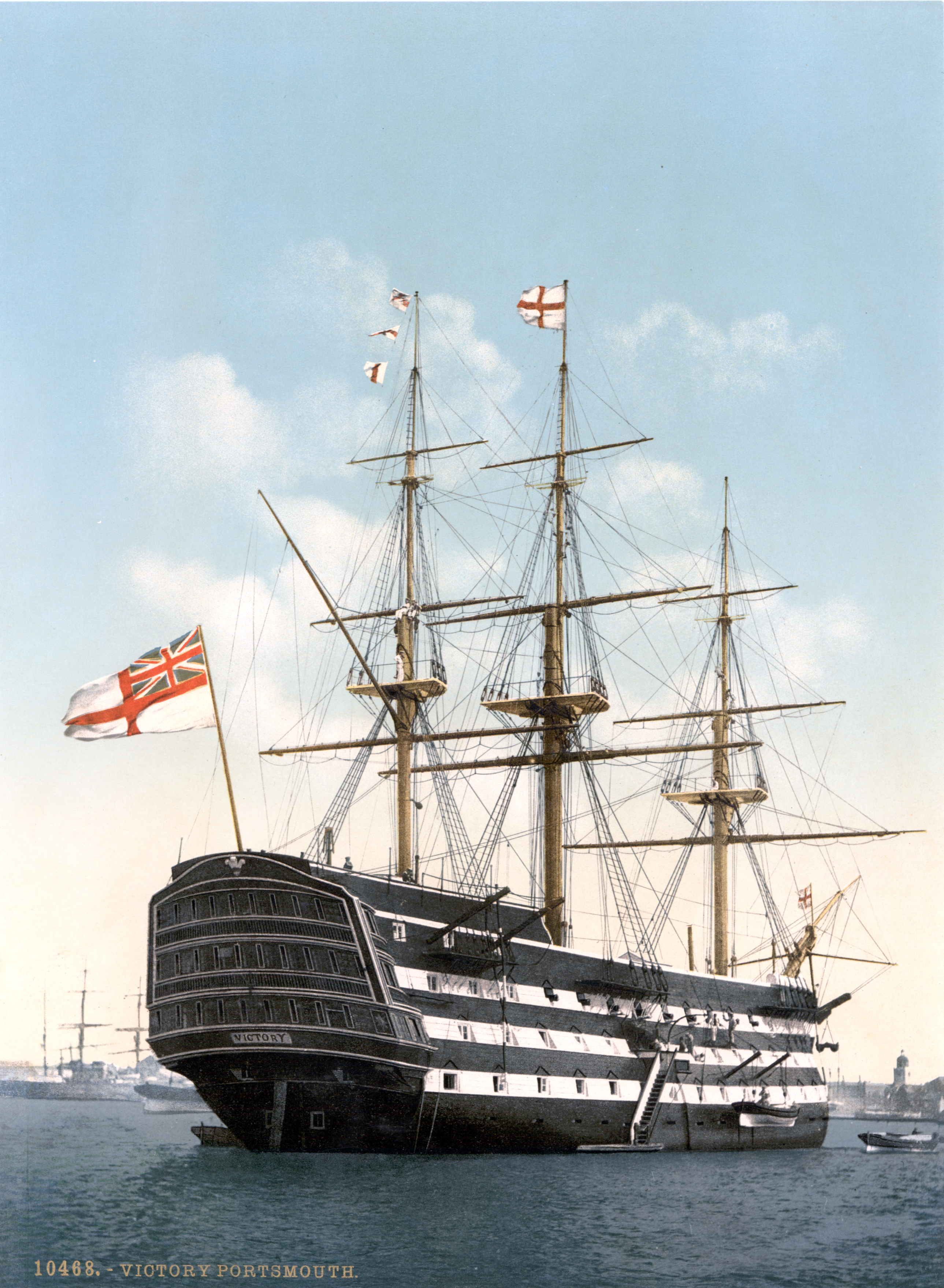
HMS Victory, vlaggenschip van de Britse zeemacht

Een vlaggenschip (verouderd: admiraalsschip) is binnen een vloot het schip waarop de bevelhebber van die vloot is te vinden. Bij een groep oorlogsschepen is dit het schip dat gebruikt wordt door de officier die de groep leidt, vroeger wel vlaggeman genoemd, omdat hij het recht had een commandovlag te voeren. De term wordt ook gebruikt in de koopvaardij en duidt dan op het meest toonaangevende schip van een rederij of een konvooi. Door overdrachtelijk gebruik kan vlaggenschip  in het algemeen worden gebruikt om het meest toonaangevende onderdeel of product of van een organisatie aan te duiden. 

## Bij de marine
De benaming verwijst naar het gebruik dat de bevelvoerend officier, in de regel een zogeheten vlagofficier, een herkenbare vlag hijst. Omdat commando's aan andere schepen vroeger via vlagsignalen werden doorgegeven, moest duidelijk te zien zijn waar die signalen konden worden verwacht. Op deze manier is het "vlaggenschip" iets tijdelijks: het schip waar de bevelhebber van de vloot zich bevindt. Deze schepen hadden echter in de praktijk extra voorzieningen nodig: een ontmoetingsruimte die groot genoeg was om alle kapiteins uit de vloot tegelijk te ontvangen, en een plaats voor de staf om plannen te maken en orders uit te schrijven. In deze zin duidt "vlaggenschip" op blijvende eigenschappen van een scheepstype.
In het tijdperk van de zeilschepen was het vlaggenschip meestal een linieschip van de eerste klasse (een schip met twee of drie geschutdekken). Aan de achterzijde werd een dek gebruikt als het hoofdkwartier van de admiraal en zijn stafofficieren. Dit kan vandaag de dag gezien worden op de HMS Victory, het vlaggenschip van admiraal Nelson bij de zeeslag bij Trafalgar, dat nu in Portsmouth ligt. In grotere zeeslagen als bij Portland en Solebay werd een vloot onderverdeeld in eskaders, elk met een eigen vlaggenschip.
In de twintigste eeuw werden schepen zo groot dat de meeste scheepstypen accommodatie konden bieden aan de commandanten en de staf. Tijdens de Tweede Wereldoorlog kozen de bevelhebbers vaak liever een sneller dan een groter schip. Hogere eisen aan de communicatie en bereikbaarheid hebben geleid tot speciaal ontworpen vlaggenschepen, afgestemd op het voeren van het commando. Zodoende is tegenwoordig in een vloot het vlaggenschip van waaruit de orders komen meestal het daarvoor best toegeruste schip.

## Bij rederijen
Bij rederijen werd het belangrijkste en meest in het oog springende schip vaak gebruikt als de blikvanger, die positief kon bijdragen aan het imago van het hele bedrijf. Vaak ging het om het grootste of nieuwste schip, waarbij ook met een scheef oog naar de concurrentie werd gekeken. Het was gebruikelijk dat de oudste, meest ervaren kapitein binnen de rederij op het vlaggenschip ging varen.

## Vlaggenschip in het spraakgebruik
Zoals veel andere scheepstermen is ook het woord "vlaggenschip" overgenomen in het dagelijkse taalgebruik, waar het de betekenis heeft van het belangrijkste of leidende lid van een groep of onderdeel van een geheel. Ook hier is vooral de bijdrage aan het imago van de groep of het geheel belangrijk. Het wordt ook gebruikt voor het meest aanwezige product, de meest bekende locatie, of de beste service aangeboden door een bedrijf. Zo wordt Windows wel het vlaggenschip van Microsoft genoemd. In het Engels heeft flagship een vergelijkbare betekenisontwikkeling doorgemaakt. De beeldbepalende winkel van een keten of merkfabrikant wordt wel als flagship store aangeduid.

## Nederlandse vlaggenschepen
Beroemde Nederlandse vlaggenschepen in de zeventiende eeuw:
- De Aeolus van viceadmiraal Jacob van Heemskerck tijdens de Slag bij Gibraltar.
- De Aemilia van de luitenant-admiraals Filips van Dorp en Maarten Tromp tijdens de Tachtigjarige Oorlog tussen 1633 en 1647.
- De Brederode van luitenant-admiraal Maarten Tromp tijdens de Eerste Engels-Nederlandse Oorlog.
- De Prins Willem van viceadmiraal Witte de With tijdens de Slag bij de Hoofden tijdens de Eerste Engels-Nederlandse Oorlog.
- De Eendragt van luitenant-admiraal Jacob van Wassenaer Obdam tijdens de Slag in de Sont en Tweede Engels-Nederlandse Oorlog.
- De Zeven Provinciën van luitenant-admiraal Michiel de Ruyter tijdens de Tweede en Derde Engels-Nederlandse Oorlog.
- De Gouden Leeuw van luitenant-admiraal Cornelis Tromp tijdens de Derde Engels-Nederlandse Oorlog en de Slag bij Öland.
- De Beschermer van commandeur Jacob Binckes tijdens de Eerste Slag bij Tobago en de Tweede Slag bij Tobago.
- De Hollandia van waarnemend schout-bij-nacht Willem van der Zaen en vlaggenkapitein Hendrik Hondius tijdens de Tocht naar Chatham.
- De Groot Hollandia van luitenant-admiraal Egbert Kortenaer tijdens de Slag bij Lowestoft tijdens de Tweede Engels-Nederlandse oorlog.